# Тульская мужская классическая гимназия

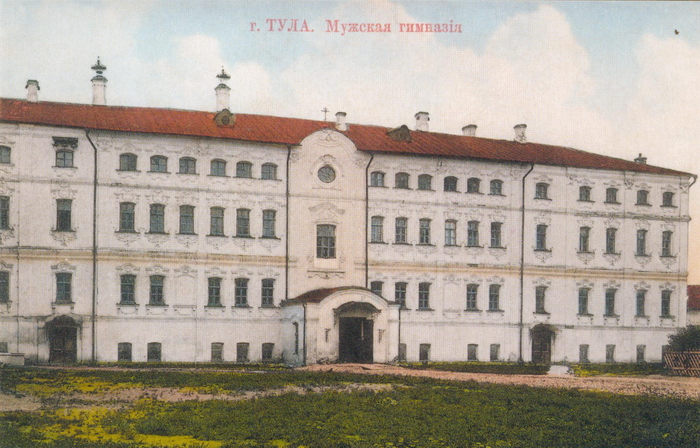
Мужская гимназия в 1912 году

Тульская мужская классическая гимназия — главное учебное заведение в Тульской губернии в 1804—1917 годах.

## История
Тульская губернская гимназия была открыта 7 (19) августа 1804 года на основании указа Сената «Об устройстве училищ» от 26 января 1803 года. Два высших класса Главного народного училища Тулы были преобразованы в два низших класса четырехклассной гимназии, а из двух низших классов было сформировано уездное училище. Директор гимназии являлся одновременно директором народных училищ Тульской губернии, но подчинялся ректору Московского университета и попечителю Московского учебного округа, в ведении которого находилась гимназия.
В 1809 году в гимназии было 40 учеников и 9 учителей (вместе с директором). В одном доме с гимназией находилось и Тульское уездное училище. В 1857 году в гимназии было 314 учеников. Количество учащихся в гимназии росло с каждым годом: в 1887 году в гимназии было 446 учеников, а в 1908 году — 632 гимназиста.
В Тульской гимназии в 1835 году было введено преподавание химии, технологии и механики — в соответствии с культурными и производственными традициями региона.
В 1840 году при гимназии был открыт «Благородный пансион». По инициативе графа В. А. Бобринского тульское дворянство собрало денежные пожертвования на его устройство, причём сам Бобринский пожертвовал 25 тысяч рублей. В пансион первоначально принимались только дети дворян, но позже стали приниматься дети всех сословий. В пансионе при гимназии находилось 50-60 учеников. 
В 1865 году в соответствии с «Уставом гимназий и прогимназий» от 19 ноября 1864 года была преобразована в классическую гимназию. В 1871 году переименована в Тульскую мужскую гимназию; находилась в ведении попечителя Московского учебного округа.
Первоначально мужская гимназия помещалась в собственном каменном доме, предположительно в центре города, сгоревшем во время громадного пожара 1834 года. В «Воспоминаниях» Викентия Вересаева отмечено, что гимназия «была на Старо-Никитской, недалеко от Кремля. С 1862 года и до конца своего существования Тульская мужская гимназия располагалась в старинном особняке Лугининых на Лопатинской улице (ныне — улица Менделеевская, д. 7). В 1881 году было принято решение о пристройке каменного флигеля, где разместился спортивный и актовый залы, а в 1893—1895 годах перпендикулярно основному зданию был пристроен учебный корпус. 
В мае 1908 года у города на средства гимназии был куплен смежный участок земли с каменным домом и двумя флигелями. В 1938 году здесь разместился открывшийся в Туле педагогический институт.
Не позднее июня 1918 года (точная дата не установлена) переименована в 1-ю Тульскую мужскую гимназию, но уже в период 1918/19 учебного года реорганизована в 1-ю советскую школу II ступени.

## Выпускники
1821
- Михаил Гастев

1822
- Фёдор Алексеев[2]

1841
- Борис Ордынский

1867
- Виктор Бобынин (золотая медаль)

1868
- Виктор Гольцев (золотая медаль)

1873
- Николай Цвиленев

1874
- Михаил Мензбир (серебряная медаль, экстерн)

1876
- Владимир Соколов (с отличием)

1877
- Пётр Покровский

1880
- Дмитрий Ульянинский (золотая медаль)

1881
- Сергей Толстой

1884
- Николай Мерцалов
- Викентий Смидо́вич (Вересаев)

1885
- Пётр Сушкин

1886
- Михаил Покровский (золотая медаль)

1887
- Всеволод Путята

1888
- Владимир Дмитриев
- Алексей Соболев

1889
- Николай Извольский
- Сергей Познышев

1890
- Александр Незнамов

1892
- Александр Богданов (золотая медаль)

1894
- Александр Барков (золотая медаль)

1895
- Михаил Домерщиков

1898
- Тихон Яблочков

1903
- Виктор Филоненко

1904
- Александр Рудаков

1908
- Николай Бобринский (экстерн)

1912
- Иван Иванов

## Директора
- 1808—1817: Феофилакт Гаврилович Покровский
- 1817—1820: Степан Дмитриевич Нечаев
- 1820—?: Е. Н. Воронцов-Вельяминов
- А. А. Иванов
- ?—1859: Константин Герасимович Андриевский-Александрович
- 1859—?: Иван Фёдорович Гаярин
- 20.01.1864—1870: Пётр Гаврилович Лекторский
- 14.11.1870—1872: Александр Фёдорович Малинин
- 1873—1881: Александр Григорьевич Новосёлов
- 24.01.1881—1883: Николай Николаевич Куликов
- 26.08.1883—1891: Сергей Николаевич Попов
- 27.08.1891—1901: Пётр Петрович Никольский
- 01.07.1901—1906: Сергей Александрович Радецкий[3]
- 05.08.1906—1908: Николай Григорьевич Высотский
- 16.08.1908—1910: Валериан Ипполитович Комарницкий
- 04.10.1910—1911: Алексей Осипович Бунаков
- 09.08.1911—1916: Алексей Семёнович Владимирский
- 17.10.1916—?: Вячеслав Николаевич Ферри (Феррн?)

## Преподаватели
- Карнович, Евгений Петрович (1845—1849)
- Пахман, Семён Викентьевич (1846—1848) — латинский язык и законоведение
- Марков, Евгений Львович (1859 — ?) — география[4]
- Глаголев, Геннадий Николаевич — математика[5]
- Петрученко, Осип Антонович — латинский язык[5]
- Томашевич, Евгений Станиславович — математика[5][6]